# Beaurains
Beaurains település Franciaországban, Pas-de-Calais megyében. Lakosainak száma 5530 fő (2022. január 1.). Beaurains Achicourt, Agny, Arras, Mercatel, Neuville-Vitasse és Tilloy-lès-Mofflaines községekkel határos.

## Népesség
A település népességének változása:
| Lakosok száma | 5346 | 5529 | 5771 | 5662 | 5596 | 5552 | 5509 | 5515 | 5530 |
|               | 2013 | 2015 | 2016 | 2017 | 2018 | 2019 | 2020 | 2021 | 2022 |